# Příroda (časopis)
Příroda (podtitul Wildlife; divoká, nespoutaná, živá, křehká, ohrožená) je český populárně-naučný časopis o živém světě, který vychází pravidelně od června roku 2008 6× do roka. Je založen především na velkých a precizních fotografiích rostlin a živočichů nebo našich i zahraničních ekosystémů, doplněných naučným textem. Autory článků i fotografií jsou hlavně čeští a slovenští přírodovědci, cestovatelé a dobrodruzi navštěvující málo známé kouty planety. Zavedená a oblíbená je také fotosoutěž pro čtenáře, která je největší českou fotosoutěží s tematikou přírody s více než 5000 zaslanými snímky ročně.
Podle výzkumů má čtenost téměř 60 000 čtenářů na číslo a předplatné má 5 000 lidí. Šéfredaktorem časopisu je v současné době Marek Telička.
Hlavní rubriky jsou:
- Cestopis
- Království zvířat
- Místa na Zemi
- Království rostlin
- Rozhovor

Příroda vznikla podobně jako Živá historie "odštěpením" od časopisu Svět, který je zaměřen tematicky šířeji.
Pod názvem Příroda také vychází již od roku 2004 internetový magazín Příroda.cz, který s časopisem Příroda Wildlife nemá nic společného.